# Mała Góra (Isergebirge)
Die Mała Góra (deutsch: Kleiner Berg) ist ein 728 m hoher Berg im schlesischen Teil des Isergebirges in Polen. Die Mała Góra liegt im Westen des Hohen Iserkamms in der Gemeinde Świeradów-Zdrój unterhalb der Tafelfichte. 

## Beschreibung
Der Gipfel ist fast vollständig mit Nadelwald bewachsen. Einige hundert Meter vom Gipfel verläuft die polnisch-tschechische Grenze. An seinen Hängen fließt der Granicznik. An seinem Fuß befindet sich der Ortsteil Ulisko des Kurorts Czerniawa-Zdrój. 
Über den Gipfel führt ein grün markierter Wanderweg von Pobiedna nach Gryfów Śląski.